# Tigeciclina
La tigeciclina è un antibiotico glicilciclinico sviluppato da Francis Tally e prodotto dalla casa farmaceutica Wyeth con il nome di Tygacil. Ha ricevuto l'approvazione della Food and Drug Administration (FDA) il 17 giugno 2005. È stato sviluppato in seguito agli episodi di resistenza agli antibiotici di alcuni batteri che sviluppano pompe di efflusso, quali Staphylococcus aureus e Acinetobacter baumannii.

## Meccanismo d'azione
La tigeciclina è un batteriostatico che interferisce con la sintesi delle proteine batteriche legandosi in modo reversibile alla subunità ribosomiale 30S, bloccando l'entrata dell'ammino-acil tRNA nel sito A del ribosoma.

## Dosaggi
La tigeciclina è somministrata per infusione venosa lenta (da 30 a 60 minuti). La dose iniziale è di 100 mg, seguita da dosi di 50 mg ogni dodici ore. I pazienti con funzioni vitali compromesse possono necessitare di dosaggi più bassi. Ai pazienti con disfunzioni epatiche è solitamente prescritta una dose di mantenimento di 25 mg ogni dodici ore in luogo degli usuali 50 mg, l'alterazione renale non è invece motivo di variazione. Non sono previste dosi pediatriche, non essendo consigliata per i bambini, e non esistono forme di somministrazione orale.

## Usi clinici
La tigeciclina è attiva contro i batteri Gram positivi e Gram negativi, compresi batteri resistenti alle tetracicline, e contro alcuni anaerobi. È attiva anche contro Staphylococcus aureus resistente alla meticillina e contro gli enterococchi resistenti alla vancomicina, anche se molti ceppi di Proteus e di Pseudomonas aeruginosa ne sono resistenti. È impiegata inoltre nelle terapie sperimentali contro il C. difficile. L'uso della tigeciclina deve essere riservato al trattamento delle infezioni complicate della cute e dei tessuti molli e delle infezioni complicate dell'addome causate da microrganismi resistenti a più antibiotici.

### Effetti collaterali
La tigeciclina ha effetti collaterali simili a quelli delle tetracicline. 
I più comuni tra questi sono diarrea, nausea e vomito. Nausea e vomito si protraggono solitamente per i primi due giorni della terapia. 
Altri effetti indesiderati includono dolore nel sito di iniezione, gonfiore e irritazione. 
È vietato l'utilizzo su bambini e donne in stato di gravidanza a causa dei danni provocati su ossa e denti. 
Come per tutti gli antibiotici è possibile un aumento del numero di batteri resistenti.